# Italienische Squash-Meisterschaften
Die italienischen Squash-Meisterschaften sind ein Wettbewerb zur Ermittlung des nationalen Meistertitels im Squash in Italien. Ausrichter ist die Federazione Italiana Giuoco Squash.
Seit 1977 werden die Meisterschaften bei den Herren und bei den Damen jährlich ausgetragen. Rekordhalter sind Yuri Farneti bei den Herren mit neun Titeln sowie Manuela Manetta bei den Damen mit zehn Titeln.

## Italienische Meister
Die Nummern in Klammern hinter den Namen geben die Anzahl der gewonnenen Meisterschaften wieder. Folgende Spieler konnten die Meisterschaft gewinnen:
| Jahr    | Herren                | Damen                  |
| ------- | --------------------- | ---------------------- |
| 1977    | Peter Carmell         | Jade Royal             |
| 1978    | Marco Nerozzi         | Rita Rota              |
| 1979    | Marco Nerozzi (2)     | Rita Rota (2)          |
| 1980    | Marco Nerozzi (3)     | Rita Rota (3)          |
| 1981    | Marco Nerozzi (4)     | Rita Rota (4)          |
| 1982    | Marco Nerozzi (5)     | Maria Grazia Sisti     |
| 1983    | Edoardo Possati       | Barbara Masi           |
| 1984    | Marco Nerozzi (6)     | Barbara Masi (2)       |
| 1985    | Edoardo Possati (2)   | Barbara Masi (3)       |
| 1986    | Marco Nerozzi (7)     | Barbara Masi (4)       |
| 1987    | Marco Nerozzi (8)     | Barbara Masi (5)       |
| 1988    | Simone Rocca          | Clarissa Fabbri        |
| 1989    | Simone Rocca (2)      | Clarissa Fabbri (2)    |
| 1990    | Simone Rocca (3)      | Barbara Masi (6)       |
| 1991    | Simone Rocca (4)      | Clarissa Fabbri (3)    |
| 1992    | Simone Rocca (5)      | Teresa Beresford       |
| 1993    | Davide Sisti          | Teresa Beresford (2)   |
| 1994    | Francesco Busi        | Teresa Beresford (3)   |
| 1995    | Davide Bianchetti     | Teresa Beresford (4)   |
| 1996    | Davide Bianchetti (2) | Sonia Pasteris         |
| 1997    | Francesco Busi (2)    | Teresa Beresford (5)   |
| 1998    | Davide Bianchetti (3) | Sonia Pasteris (2)     |
| 1999    | Davide Bianchetti (4) | Sonia Pasteris (3)     |
| 2000/01 | Josè Facchini         | Sonia Pasteris (4)     |
| 2002    | Andrea Capella        | Manuela Manetta        |
| 2003    | Andrea Capella (2)    | Manuela Manetta (2)    |
| 2004    | Simone Rocca (6)      | Manuela Manetta (3)    |
| 2005    | Luca Mastrostefano    | Sonia Pasteris (5)     |
| 2006    | Simone Rocca (7)      | Manuela Manetta (4)    |
| 2007    | Simone Rocca (8)      | Manuela Manetta (5)    |
| 2008    | Andrea Torricini      | Manuela Manetta (6)    |
| 2009    | Josè Facchini (2)     | Manuela Manetta (7)    |
| 2010    | Josè Facchini (3)     | Manuela Manetta (8)    |
| 2011    | Marcus Berrett        | Manuela Manetta (9)    |
| 2012    | Marcus Berrett (2)    | Sonia Pasteris (6)     |
| 2013    | Marcus Berrett (3)    | Manuela Manetta (10)   |
| 2014    | Davide Bianchetti (5) | Elisabetta Priante     |
| 2015    | Yuri Farneti          | Monica Menegozzi       |
| 2016    | Yuri Farneti (2)      | Eleonora Marchetti     |
| 2017    | Yuri Farneti (3)      | Monica Menegozzi (2)   |
| 2018    | Yuri Farneti (4)      | Monica Menegozzi (3)   |
| 2019    | Yuri Farneti (5)      | Cristina Tartarone     |
| 2020    | Yuri Farneti (6)      | Monica Menegozzi (4)   |
| 2021    | Yuri Farneti (7)      | Monica Menegozzi (5)   |
| 2022    | Yuri Farneti (8)      | Cristina Tartarone (2) |
| 2023    | Yuri Farneti (9)      | Giulia Semprini        |
| 2024    | Yuri Farneti (10)     | Cristina Tartarone (3) |
| 2025    | Yuri Farneti (11)     | Cristina Tartarone (4) |